# Dominique Chauvelot
Dominique Chauvelot (Héricourt, 18 giugno 1952) è un ex velocista francese.

## Biografia
Nel 1970 si mise in luce ai campionati europei juniores conquistando la medaglia d'argento sui 100 metri alle spalle del tedesco occidentale Franz-Peter Hofmeister. L'anno seguente, ai campionati europei assoluti, giunse settimo nella finale dei 100 metri; prese parte anche alla staffetta 4×100 dove corse in prima frazione, ma il quartetto francese fu squalificato in semifinale.
Ai campionati europei del 1974 giunse quinto nella finale dei 100 metri con lo stesso tempo, al centesimo di secondo, del tedesco occidentale Klaus-Dieter Bieler, medaglia di bronzo, e del sovietico Jurij Silov, classificato al quarto posto, in un ordine di arrivo serratissimo che vide tutti gli otto finalisti giungere nell'intervallo di 16 centesimi. Si rifece ampiamente nella staffetta 4×100 correndo in ultima frazione e portando la Francia alla conquista della medaglia d'oro resistendo alla rimonta di Pietro Mennea.
Partecipò a due edizioni dei Giochi Olimpici: a Monaco di Baviera 1972 fu eliminato nei quarti di finale dei 100 m; a Montréal 1976 non riuscì a superare il primo turno nella gara individuale ma riuscì a raggiungere la finale con la staffetta, concludendo la gara al settimo posto.

## Palmarès
| Anno | Manifestazione              | Sede     | Evento                | Risultato        | Prestazione | Note                  |
| ---- | --------------------------- | -------- | --------------------- | ---------------- | ----------- | --------------------- |
| 1970 | Campionati europei juniores | Colombes | 100 m piani           | Argento          | 10"65       |                       |
| 1972 | Giochi olimpici             | Monaco   | 100 metri piani       | Quarti di finale |             | [ 1 ]                 |
| 1974 | Campionati europei          | Roma     | 100 metri piani       | 5º               |             |                       |
| 1974 | Campionati europei          | Roma     | Staffetta 4×100 metri | Oro              | 38"69       | Record dei campionati |
| 1975 | Giochi del Mediterraneo     | Algeri   | Staffetta 4×100 metri | Oro              | 39"42       | Record dei Giochi     |
| 1976 | Giochi olimpici             | Montréal | 100 metri piani       | Batterie         |             | [ 2 ]                 |
| 1976 | Giochi olimpici             | Montréal | Staffetta 4×100 metri | 7º               | 39"16       | [ 3 ]                 |